# Meelis Maiste
Meelis Maiste (* 18. April 1976 in Tallinn) ist ein estnischer Badmintonspieler. 

## Karriere
Meelis Maiste gewann in seiner Heimat fünf Juniorentitel, bevor er 1997 erstmals bei den Erwachsenen erfolgreich war. Acht weitere Titelgewinne folgten bis 2008.

## Sportliche Erfolge
| Saison | Veranstaltung                               | Disziplin    | Platz | Name                         |
| ------ | ------------------------------------------- | ------------ | ----- | ---------------------------- |
| 1993   | Estland: Einzelmeisterschaften der Junioren | Mixed        | 1     | Meelis Maiste / Kelli Vilu   |
| 1993   | Estland: Einzelmeisterschaften der Junioren | Herrendoppel | 1     | Meelis Maiste / Argo Hunt    |
| 1994   | Estland: Einzelmeisterschaften der Junioren | Mixed        | 1     | Meelis Maiste / Kulli Iste   |
| 1994   | Estland: Einzelmeisterschaften der Junioren | Herreneinzel | 1     | Meelis Maiste                |
| 1994   | Estland: Einzelmeisterschaften der Junioren | Herrendoppel | 1     | Meelis Maiste / Heiki Sorge  |
| 1997   | Estland: Einzelmeisterschaften              | Herrendoppel | 1     | Heiki Sorge / Meelis Maiste  |
| 1998   | Estland: Einzelmeisterschaften              | Mixed        | 1     | Meelis Maiste / Kairi Saks   |
| 1998   | Estland: Einzelmeisterschaften              | Herrendoppel | 1     | Meelis Maiste / Indrek Küüts |
| 1999   | Estland: Einzelmeisterschaften              | Mixed        | 1     | Meelis Maiste / Kairi Saks   |
| 2000   | Estland: Einzelmeisterschaften              | Mixed        | 1     | Meelis Maiste / Kairi Saks   |
| 2001   | Estland: Einzelmeisterschaften              | Herrendoppel | 1     | Meelis Maiste / Indrek Küüts |
| 2002   | Estland: Einzelmeisterschaften              | Herrendoppel | 1     | Meelis Maiste / Indrek Küüts |
| 2004   | Estland: Einzelmeisterschaften              | Herrendoppel | 1     | Indrek Küüts / Meelis Maiste |
| 2008   | Estland: Einzelmeisterschaften              | Herrendoppel | 1     | Indrek Küüts / Meelis Maiste |

## Referenzen
- http://www.spordiinfo.ee/esbl/biograafia/Meelis_Maiste

| Personendaten    | Personendaten               |
| ---------------- | --------------------------- |
| NAME             | Maiste, Meelis              |
| KURZBESCHREIBUNG | estnischer Badmintonspieler |
| GEBURTSDATUM     | 18. April 1976              |
| GEBURTSORT       | Tallinn                     |